# Вја Пер Крова (Верчели)
Вја Пер Крова је насеље у Италији у округу Верчели, региону Пијемонт.
Према процени из 2011. у насељу је живело 25 становника. Насеље се налази на надморској висини од 156 м.